# Andrea Tanca de Lacon Gunale
Andrea I, nato Andrea Tanca Lacon-de Thori (1020 – dopo il 1073), figlio Barisone I e Maria de Serra, fu giudice (re) del Regno di Torres dal 1064 al 1073, gli succedette Mariano I, di cui probabilmente era il padre..